# Zajíčkov

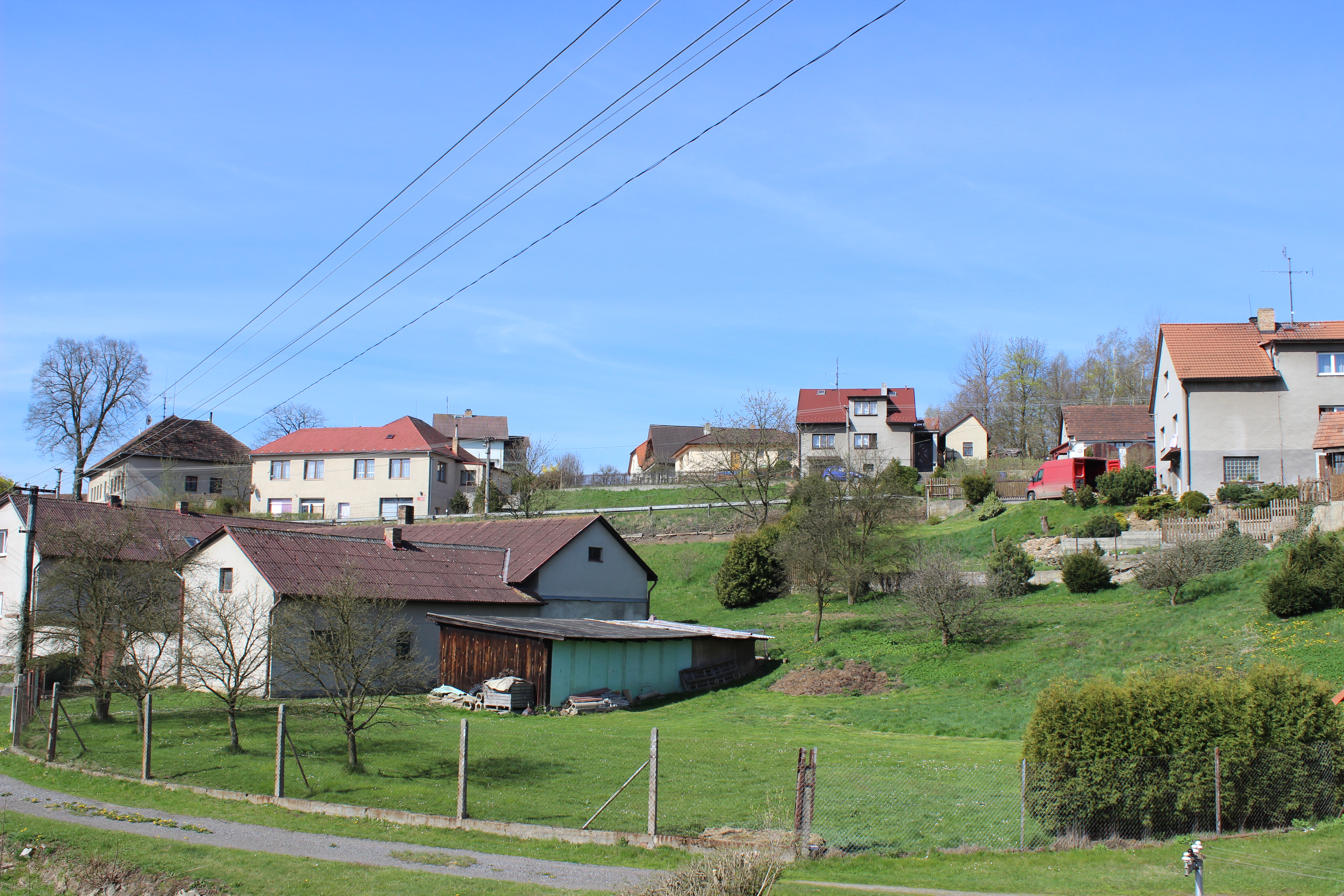
Zajíčkov

Zajíčkov (deutsch Sajitschkow) ist eine Gemeinde in Tschechien. Sie liegt sechs Kilometer südöstlich von Pelhřimov und gehört zum Okres Pelhřimov.

## Geographie
Zajíčkov befindet sich im Tal des Podlesník in der Böhmisch-Mährischen Höhe. Östlich erhebt sich der Švejbory (666 m) und im Südosten der Čihalka (673 m). Zajíčkov liegt an der Eisenbahn von Pelhřimov nach Jindřichův Hradec, im Dorf gibt es eine Bahnstation.
Nachbarorte sind Pavlov und Nemojov im Norden, Radňov im Nordosten, Lešov im Osten, Domeček, Letny und Dobra Voda im Südosten, Houserovka und Rovná im Südwesten sowie Rynárec im Nordwesten.

## Geschichte
Die erste urkundliche Erwähnung des ursprünglich zur Herrschaft Řečice gehörenden Dorfes stammt aus dem Jahr 1203. Bis zum 16. Jahrhundert gehörte der Ort dann noch zu den Herrschaften Nová Cerekev und Nová Buková, bevor er 1592 zu Pelhřimov gelangte. Dort verblieb er bis zur Ablösung der Patrimonialherrschaften im Jahre 1850. Anschließend erlangte Zajíčkov die Selbständigkeit und bildete mit dem Ortsteil Rovná eine Gemeinde.
1976 wurde das Dorf nach Rynárec eingemeindet und am 1. Januar 1980 mit diesem zusammen nach Pelhřimov. Seit 1990 besteht die Gemeinde Zajíčkov wieder.

## Gemeindegliederung
Die Gemeinde Zajíčkov besteht aus den Ortsteilen Rovná (Rowna) und Zajíčkov (Sajitschkow).

## Sehenswürdigkeiten
- Glockentürme in Zajíčkov und Rovná
- Felsen "Kosův kámen"